# Natallijster
De natallijster (Geokichla guttata; synoniem: Zoothera guttata) is een zangvogel uit de familie Turdidae (lijsters). De vogel werd in 1831 door Nicholas Aylward Vigors geldig beschreven.

## Verspreiding en leefgebied
Deze soort telt 5 ondersoorten:
- G. g. maxis: zuidelijk Soedan.
- G. g. fischeri: oostelijk Kenia en oostelijk Tanzania.
- G. g. belcheri: zuidelijk Malawi.
- G. g. lippensi: zuidoostelijk Congo-Kinshasa.
- G. g. guttata: oostelijk Zuid-Afrika.

Het leefgebied bestaat uit diverse typen natuurlijk bos. De vogel leeft vooral in de onderste lagen en op bosbodems bedekt met rottend hout en bladeren. Sommige ondersoorten trekken in de winter naar bosgebieden langs de kust.

## Status
De grootte van de populatie werd in 2016 door BirdLife International geschat op duizend tot 2,5 duizend individuen en de populatie-aantallen nemen af door habitatverlies. Het leefgebied wordt aangetast door ontbossing waarbij natuurlijk bos wordt omgezet in gebied voor agrarisch gebruik en menselijke bewoning. Om deze redenen staat deze soort als bedreigd op de Rode Lijst van de IUCN.